# Ruan Lingyu
Pour les articles homonymes, voir Ruan.
Dans ce nom, le nom de famille, Ruan, précède le nom personnel.
Ruan Lingyu (chinois : 阮玲玉 ; pinyin : Ruǎn Língyù) est une actrice chinoise, née le 26 avril 1910 et morte le 8 mars 1935. Elle est l'une des figures de proue du cinéma chinois des années 1930.

## Biographie
Il existe peu de sources sur la vie professionnelle ou personnelle de Ruan Lingyu et de nombreuses biographies publiées en chinois relèvent pour une bonne part de la légende. 
Sa famille est d'origine cantonaise et elle aurait elle-même parlé le cantonais. Son père Ruan Yongrong après son arrivée à Shanghai exerce divers métiers puis travaille comme machiniste pour une compagnie pétrolière. Il épouse en 1906 He Aying. Ses parents ont déjà une fille lorsque Ruan Lingyu naît en 1910. Le prénom qui lui est donné est Fenggen (凤根, prénom à connotation masculine). La famille vit dans un quartier pauvre de Shanghai, celui de Hongkou. Ruan Lingyu est victime de la variole en 1910, puis de la fièvre typhoïde. Une maladie emporte sa sœur, alors âgée de trois ans, en 1911. Des conditions de vie difficiles provoquent la mort de son père en 1915.
Sa mère devient domestique chez les Zhang, famille originaire de Canton. Ruan Lingyu, qui adopte alors le prénom de Yuying, fréquente entre huit et quinze ans une école pour filles, tenue par des baptistes cantonais. L'enseignement s'y fait sur le modèle américain : sciences modernes, mathématiques, anglais, éducation physique. Elle découvre durant cette période le cinéma.
En 1925, Ruan Lingyu se met en ménage avec Zhang Damin, l'un des fils de la famille employant sa mère. Son concubin, sans emploi, vit aux crochets de la jeune actrice. Elle tente de mettre fin à leur relation en 1933, par contrat. Elle devient alors la maîtresse d'un homme marié, riche marchand. Zhang, à court d'argent, intente un procès à son ancienne compagne et expose leur vie privée à la presse.

## Carrière cinématographique
De 1929 à 1935, Ruan Lingyu a tourné vingt-neuf films, dont neuf seulement sont parvenus jusqu'à nos jours.
En 1926 (année où elle adopte le prénom de Lingyu), elle est engagée par la compagnie de cinéma Mingxing. Durant quatre ans, elle tourne des seconds rôles, au rythme de trois ou quatre films par an. Elle côtoie alors des vedettes comme Yang Naimei (en) ou Hu Die. Après cinq films pour la Mingxing, elle est embauchée en 1928 par la Da Zhonghua Baihe (zh), pour laquelle elle tourne des films d'art martiaux.
En 1929, elle est choisie pour tenir le premier rôle de Gudu chunmeng (Rêve printanier d'une ancienne capitale), tourné par le réalisateur Sun Yu et premier film des studios Linhua (en) nouvellement créés. Sa carrière est désormais véritablement lancée et Ruan Lingyu devient l'une des plus grandes stars des années 1930.
Ruan travailla ensuite pour plusieurs réalisateurs du studio. Ses meilleurs films arrivèrent après 1931, avec le mélodrame Love and Duty (Amour et Devoir), réalisé par Bu Wancang. Avec Trois femmes modernes (三个摩登女性, 1932, encore de Bu Wanchang), elle débuta une collaboration avec un groupe de réalisateurs talentueux. Dans Little Toys (en) (小玩意, 1933), un film de Sun Yu, Ruan interprète une fabricante de jouets souffrante.

### Rôles: prostituée et femme nouvelle

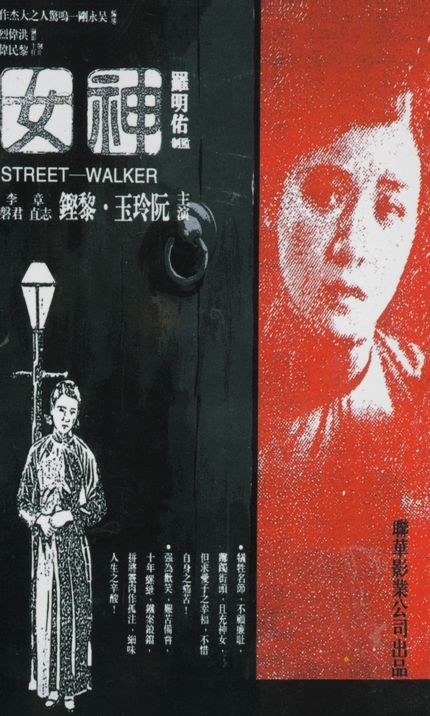
Affiche de La Divine

Ruan Lingyu a incarné un éventail de rôles illustrant les différentes facettes de la condition féminine à son époque, dans la ville de Shanghai. Son talent a mis en valeur plus particulièrement deux types de femmes : prostituée et femme nouvelle.
Ruan Lingyu joue le rôle d'une prostituée (occasionnelle ou non) ou d'une courtisane dans six films. Le plus célèbre est celui de La Divine (1934), du cinéaste Wu Yonggang. Elle y incarne une femme contrainte de se prostituer pour élever son enfant. Pour avoir tué son proxénète, elle est condamnée à la prison. Un instituteur décidant d'adopter son fils, elle accepte alors son sort. Dans une société où  les femmes sont soumises à la violence masculine, la prostituée, présentée sous un aspect de mère dévouée, et en dépit de son état de victime, conserve sa dignité.
Après le mouvement du 4 mai 1919, la « question féminine » fait l'objet de discussions dans les milieux intellectuels. La « femme nouvelle » (xin nüxing), urbaine, éduquée, autonome, est valorisée. Elle a son pendant négatif dans la « fille moderne » (modeng guniang, les deux expressions sont en fait interchangeables), femme fréquentant les lieux de plaisir. Ruan Lingyu a incarné à l'écran l'une et l'autre de ces facettes de la féminité moderne. Avec Trois femmes modernes, ce sont la femme moderne porteuse d'avenir (c'est le rôle joué par Ruan Lingyu), la jeune fille romantique au sort tragique et la femme futile qui sont réunies en un même film.
Dans Xin nüxing (Femmes nouvelles) de Cai Chusheng, Ruan Lingyu joue le rôle d'une jeune femme qui, pour élever sa fille, est contrainte de se prostituer. Elle tente de se suicider et, calomniée par la presse, elle meurt à l'hôpital. Le film fit l'objet de sévères critiques, en raison du rôle qu'il fait précisément jouer à la presse, mais aussi parce qu'il donne une image négative de la femme moderne. Le film est lui-même inspiré de la vie de l'actrice Ai Xia (née en 1912), qui s'était suicidée en 1934.

## Suicide
Parmi les événements devant avoir lieu à l'occasion de la Journée de la femme, la compagnie Linhua avait prévu une projection de Femmes nouvelles, au bénéfice d'un centre éducatif pour femmes.
Le procès intenté par l'ancien compagnon de Ruan Lingyu devait avoir lieu le 9 mars 1935. Dans la campagne de presse à l'encontre du film Femmes nouvelles, les journaux mêlaient le rôle joué par l'actrice à sa vie privée. Ruan se suicide dans la nuit du 7 au 8 mars par ingestion de barbituriques, et décède dans la journée du 8. Elle laisse deux lettres, l'une à son compagnon d'alors, l'autre adressée à la société. Cette dernière lettre accuse Zhang Damin et l'opinion publique d'être responsables de sa mort. Elle se conclut par les mots suivants : « Que les ragots sont effrayants ! »
Des dizaines de milliers de personnes lui rendirent hommage le 11 mars. Une foule immense suivit ses funérailles le 15. Son suicide suscita des débats dans les milieux intellectuels. Ruan Lingyu devint le symbole de la femme victime de la société. L'écrivain Lu Xun attribua la responsabilité de sa mort aux ragots colportés par la presse.

## Postérité

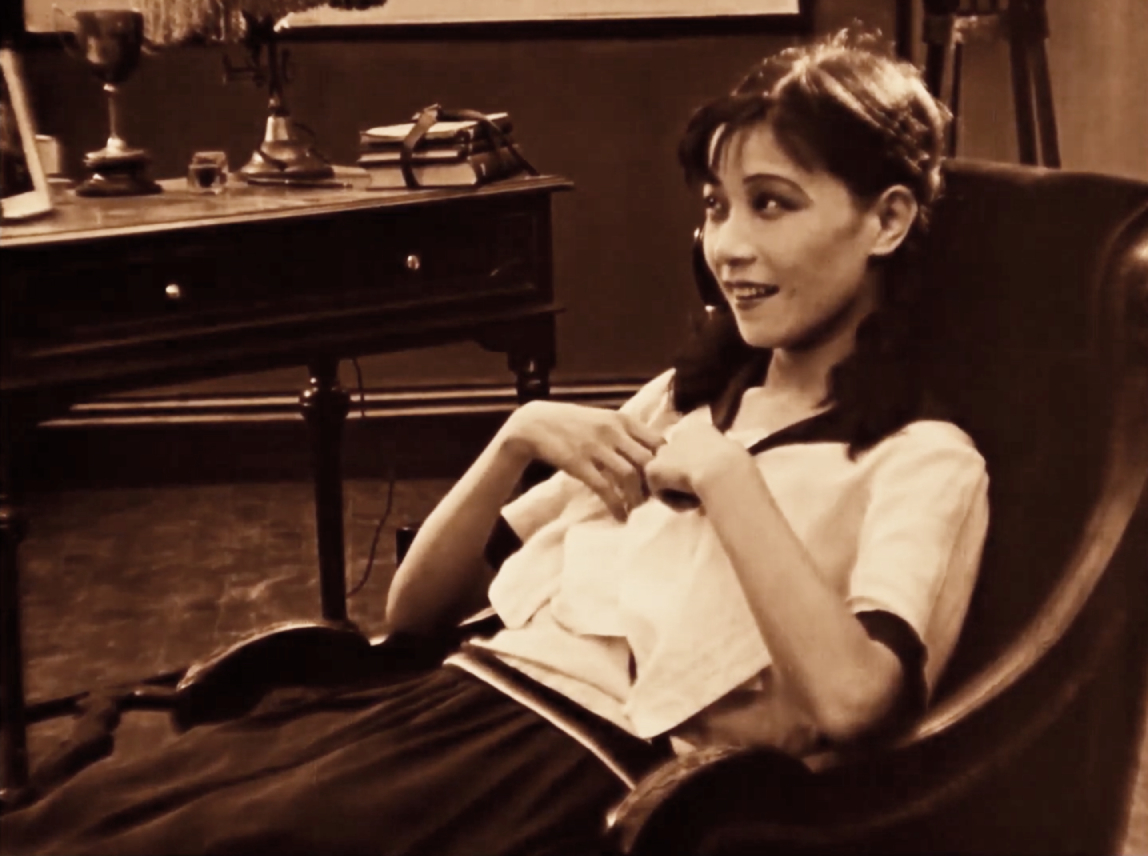
Ruan Lingyu dans le film Lian'ai yu yiwu (Amour et devoir), 1931.

Une copie du film que l'on croyait perdu, Amour et devoir, fut redécouverte dans les années 1990 en Uruguay.
Ruan Lingyu a été surnommée la « Greta Garbo chinoise » au cours des années 1980
Le réalisateur Stanley Kwan fit un film à propos de sa vie en 1992, Center Stage, où elle est incarnée par Maggie Cheung.

## Filmographie
Les films conservés jusqu'à nos jours sont signalés par un astérisque (*).
- 1927 : Gua ming de fu qi
- 1928 : Bayun Ta
- 1929 : Qing yu bao jian
- 1929 : Jie hou gu hong
- 1930 : Gudu chunmeng (故都春梦, Rêve de printemps dans une antique capitale ou Réminiscences de Pékin)
- 1930 : Zi sha he tong
- 1930 : Yecao xianhua (Herbes folles et fleurs sauvages)
- 1931 : Lian'ai yu yiwu (Amour et devoir) *
- 1931 : Peach Blossom Weeps Tears of Blood (en) (Taohua qi xue ji), (Les fleurs de pêchers pleurent des larmes de sang) *
- 1931 : Yi jian mei (一剪梅) *
- 1932 : Xu gu du chun meng
- 1933 : Little Toys (en) (Xiao Wanyi) (小玩意, Le Petit Jouet) *
- 1933 : Night in the City (en), (Chengshi zhi ye)
- 1933 : Trois Femmes modernes (三个摩登女性, San ge modeng nüxing)
- 1934 : Femmes nouvelles (新女性, Xin nüxing) *
- 1934 : Zaihui ba, Shanghai (Au revoir, Shanghai !) *
- 1934 : La Divine (神女, Shennü) *
- 1934 : Guilai (歸來) *
- 1935 : National Customs (en), (Guofeng), (L'Âme de la nation) *